# Nadine Heredia
Nadine Heredia Alarcón de Humala (Lima, 25 de maio de 1976) é uma política peruana. Como esposa do 60.º presidente do Peru, Ollanta Humala, ela serviu como primeira-dama do seu país de 2011 a 2016. Presidente do Partido Nacionalista Peruano (PNP), que formou a aliança eleitoral Peru Wins em 2011, é vista como uma figura altamente influente na política peruana. Ela dirige o PNP desde dezembro de 2013.

## Primeira-dama do Peru

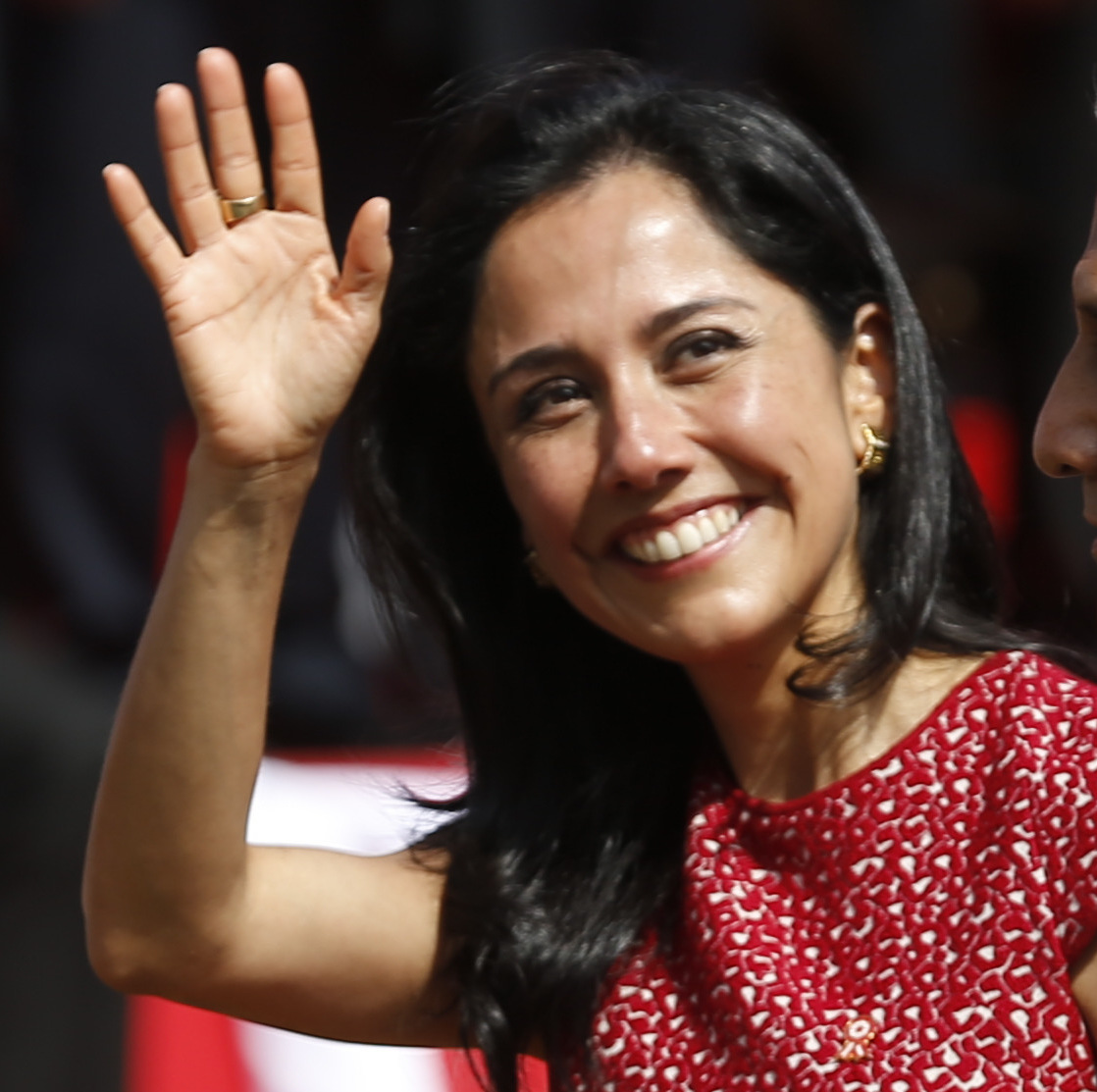
Nadine Heradia

Desde a primeira candidatura de Ollanta Humala, eles estão financeiramente vinculados ao governo do ex-presidente venezuelano Hugo Chávez; a imprensa peruana informou que Heredia foi contratada pelo governo venezuelano para escrever artigos que nunca foram publicados, em troca dos quais ela foi paga.
De acordo com um Relatório de Inteligência Financeira de 2009, os pagamentos para uma conta foram feitos por pessoas físicas que, segundo as informações coletadas, “não tinham condições econômicas suficientes para arcar com tais despesas”. Embora, de acordo com um Relatório de Operações de 2008 do Banco de Crédito del Peru sobre Nadine, "ele seja um cliente sensível, esposa de um ex-candidato presidencial e líder de um partido político. A atividade e a origem dos fundos que foram canalizados por meio de nosso instituição [BCP] não foram apoiadas."
Nos anos em que governou seu marido, Ollanta Humala, participou ativamente de reuniões nacionais e internacionais.
Como primeira-dama, gerou várias polêmicas por meio do uso de sua conta no Twitter, a partir da qual, após vários escândalos governamentais, anunciou ações ou emitiu comentários relacionados a questões governamentais, mesmo sem que o próprio presidente ou qualquer membro do governo tenha enviado qualquer oficial declaração ou outro comentário autorizado, o que gerou inclusive denúncias de usurpação de funções.
Em agosto de 2015, o programa de televisão Panorama revelou o conteúdo de quatro pautas, pertencentes a Heredia. documentos originais (...) pude verificar que aqueles documentos são de minha propriedade e que foram retirados ilegalmente de minha casa.”1415

## Condenação e asilo no Brasil
Em 15 de abril de 2025, Nadine e Ollanta foram condenados a 15 anos de prisão por lavagem de dinheiro, a justiça peruana considerou que eles receberam US$ 3 milhões em contribuições ilícitas da construtora brasileira Odebrecht (atual Novonor) e do governo venezuelano para financiar as campanhas presidenciais de Humala em 2006 e 2011.
Ollanta Humala também foi condenado a 15 anos de prisão e levado sob custódia imediatamente após a leitura da sentença. O irmão de Nadine, Ilán Heredia, recebeu uma pena de 12 anos de prisão pelo envolvimento no mesmo esquema de lavagem de dinheiro.
Durante a leitura da sentença, Nadine Heredia buscou refúgio na Embaixada do Brasil em Lima, solicitando asilo diplomático. O governo brasileiro concedeu o asilo, e, com a aprovação do governo peruano, ela e seu filho menor receberam salvo-conduto para deixar o país. Em 16 de abril, chegaram a Brasília em um voo oficial da FAB.
A concessão de asilo gerou críticas no Peru e no Brasil, com alegações de que a decisão teria motivações políticas. No entanto, o Ministério Público peruano afirmou que não há perseguição política no caso, destacando que a sentença demonstra que nem mesmo ex-presidentes estão acima da lei.

Este caso é parte do amplo escândalo de corrupção envolvendo a Odebrecht, que afetou diversos líderes políticos na América Latina, incluindo vários ex-presidentes peruanos. Ollanta Humala tornou-se o terceiro ex-presidente do Peru a ser preso por corrupção relacionada à Odebrecht, juntando-se a Alejandro Toledo e Alan García.